# YTN 뉴스PLUS
《YTN 뉴스PLUS》는 대한민국 YTN에서 평일 오후 5시 50분에 방송되는 YTN의 저녁 종합뉴스 프로그램이다.

## 방송 시간
- 현재 방송 시간은 2024년 5월 1일부터 기준으로 한다.

| 방송 채널 | 방송 기간                           | 방송 시간                                  |
| --------- | ----------------------------------- | ------------------------------------------ |
| YTN       | 2011년 1월 3일 ~ 2018년 10월 16일   | 평일 저녁 6시 ~ 8시 (2시간)                |
| YTN       | 2018년 10월 17일 ~ 2018년 11월 30일 | 평일 저녁 6시 ~ 7시 45분 (1시간 45분)      |
| YTN       | 2018년 12월 3일 ~ 2019년 4월 12일   | 평일 오후 5시 ~ 저녁 6시 (1시간)           |
| YTN       | 2019년 4월 15일 ~ 2020년 5월 29일   | 평일 저녁 6시 30분 ~ 7시 30분 (1시간)      |
| YTN       | 2020년 6월 1일 ~ 2021년 7월 9일     | 평일 저녁 6시 ~ 7시 20분 (1시간 20분)      |
| YTN       | 2021년 7월 12일 ~ 2024년 4월 30일   | 평일 오후 5시 50분 ~ 저녁 7시 (1시간 10분) |
| YTN       | 2024년 5월 1일 ~ 현재               | 평일 오후 5시 50분 ~ 저녁 7시 50분 (2시간) |

## 앵커

### 남성
| 대수 | 진행자          | 진행 기간                         | 비고 |
| ---- | --------------- | --------------------------------- | ---- |
| 1대  | 박석원 아나운서 | 2020년 6월 1일 ~ 2021년 7월 9일   |      |
| 2대  | 정지웅 아나운서 | 2021년 7월 12일 ~ 2022년 6월 3일  |      |
| 3대  | 오동건 기자     | 2022년 6월 7일 ~ 2023년 12월 15일 |      |
| 4대  | 장원석 아나운서 | 2023년 12월 18일 ~ 현재           |      |

### 여성
| 대수 | 진행자          | 진행 기간                        | 비고 |
| ---- | --------------- | -------------------------------- | ---- |
| 1대  | 김선영 아나운서 | 2020년 6월 1일 ~ 2021년 7월 9일  |      |
| 2대  | 안보라 아나운서 | 2021년 7월 12일 ~ 2022년 6월 3일 |      |
| 3대  | 조예진 아나운서 | 2022년 6월 7일 ~ 2024년 4월 1일  |      |
| 4대  | 이여진 기자     | 2024년 4월 2일 ~ 현재            |      |

## 타이틀 변천사
| 역대 | 타이틀         | 방송 기간                           |
| ---- | -------------- | ----------------------------------- |
| 1기  | YTN 이브닝뉴스 | 2011년 1월 3일 ~ 2014년 10월 24일   |
| 2기  | YTN 뉴스 통    | 2014년 10월 27일 ~ 2018년 11월 30일 |
| 3기  | YTN 24         | 2018년 12월 3일 ~ 2020년 5월 29일   |
| 4기  | YTN 이브닝뉴스 | 2020년 6월 1일 ~ 2024년 4월 1일     |
| 5기  | YTN 24         | 2024년 4월 2일 ~ 2024년 4월 30일    |
| 6기  | YTN 뉴스PLUS   | 2024년 5월 1일 ~ 현재               |

## 같이 보기
- KBS 뉴스 5, KBS 뉴스 7 (KBS 1TV)
- 경제콘서트 (KBS 2TV)
- MBC 5시 뉴스와 경제 (MBC TV)
- SBS 오 뉴스 (SBS TV)
- 오대영 라이브 (JTBC)
- MBN 뉴스와이드 (MBN)
- 채널A 뉴스 TOP 10 (채널A)
- 시사쇼 정치다 (TV조선)
- 뉴스잇 (연합뉴스TV)